# Џон Клер
Џон Клер (13. јул 1793 — 20. мај 1864) био је енглески песник.
Рођен као син радника на фарми, постао је познат по својим песмама које славе енглеско село и и изражавају тугу због нарушавања села. Његов рад је претрпео велику ревалоризацију крајем 20. века; сада је често виђен као велики песник 19. века. Његов биограф Џонатан Бејт назвао је Клера „највећим песником радничке класе којег је Енглеска икада произвела. Нико никада није снажније писао о природи, о детињству на селу и о отуђеном и нестабилном сопству.“

### Ране песме
Клер је купио примерак Годишњих доба Џејмса Томсона и почео да пише песме и сонете. У покушају да спречи деложацију својих родитеља из њиховог дома, Клер је понудио своје песме локалном продавцу књига, Едварду Друрију, који их је послао свом рођаку Џону Тејлору из фирме aylor & Hessey, која је објавила дело Џона Китса Тејлор је 1820. објавио његову збирку Poems Descriptive of Rural Life and Scenery. Књига је била веома хваљена и следеће године су се појавила његова књига Village Minstrel and Other Poems. „Није било граница аплаузу упућеном Клер, једногласно у свом дивљењу поетском генију који долази пред њих у скромној одећи сеоског радника.

### Средње доба
Клер се 16. марта 1820. удао за Марту („Пети“) Тарнер, млекарицу, у цркви Светог Петра и Светог Павла у Грејт Кастертону. Ануитет од 15 гвинеја од маркиза од Ексетера, у чијој служби је био, допуњен је претплатом, тако да је Клер зарађивао 45 фунти годишње, што је сума далеко већа од онога што је икада зарадио. Убрзо су, међутим, његови приходи постали недовољни и 1823. је био готово без новца. The Shepherd's Calendar (1827) имао је мало успеха, који није увећан тиме што га је сам продавао. Како је поново радио у пољу, његово здравље се привремено поправило; али се убрзо тешко разболео. Гроф Фицвилијам му је поклонио нову колибу и комад земље, али Клер није могао да се ту скраси.
Клер је стално био растрган између два света књижевног Лондона и својих често неписмених суседа, између потребе за писањем поезије и потребе за новцем да прехрани своју децу. Његово здравље је почело да пати и имао је нападе депресије, које су се погоршале након што му је рођено шесто дете 1830. године и како се његова поезија све мање продавала. Године 1832, његови пријатељи и лондонски покровитељи су се удружили да преселе породицу у већу викендицу са малим газдинством у селу Нортборо, недалеко од Хелпстона. Међутим, тамо се само осећао отуђенијим.
Клерово последње дело, Rural Muse (1835), позитивно су примили Кристофер Норт и други рецензенти, али његова продаја није била довољна да издржава његову жену и седморо деце. Његово ментално здравље је почело да се погоршава. Његова конзумација алкохола је стално расла заједно са незадовољством сопственим идентитетом и несталнијим понашањем. Значајан пример је био његов прекид извођења Млетачког трговца, у којем је Клер вербално напала Шајлока. Постајао је терет за Пети и његову породицу, а јула 1837, на препоруку свог пријатеља издавача Џона Тејлора, Клер је својом вољом (у пратњи Тејлоровог пријатеља) отишао у приватни азил Др Метјуа Алена у Хај Бичу близу Лоугхтон, у Епинг Форест. Тејлор је уверио Клер да ће добити најбољу медицинску негу.
Пријављено је да је Клеру почело да се привиђа. Веровао је да је боксер и да има две жене, Пети и Мери. Почео је да тврди да је лорд Бајрон.

### Религија
Клер је била англиканац. Шта год да је осећао у вези са литургијом и службом, и колико год да је критички гледао на парохијски живот, Клер је задржао лојалност свјих родитеља Цркви Енглеске. Избегавао је службе у младости и лутао по пољима током богослужења, али је у каснијим годинама извукао велику помоћ од чланова свештенства. Признао је да је његов отац „одгајан у заједници Цркве Енглеске и ја нисам нашао разлог да се повучем из ње“. Ако је сматрао да су аспекти успостављене цркве неприкладни и неспретни, остао је спреман да је брани: „Ипак поштујем цркву и чиним из своје душе онолико колико ико проклиње руку која је подигнута да поткопа њен устав.“
Велики део Клариних слика је извучен из Старог завета (нпр „Сељачки песник“). Међутим, Клер такође поштује лик Христа у песмама као што је „Странац“.

### Каснији живот
Током раних година азила у Хај Бичу, Есекс (1837–1841), Клер је поново писао песме и сонете лорда Бајрона.
У јулу 1841, Клер је побегла из азила у Есексу и препешачила неких 80 mi (130 km) кући, верујући да ће срести своју прву љубав Мери Џојс, за коју је био уверен да је ожењен. Није веровао њеној породици када су му рекли да је случајно страдала три године раније у пожару у кући. Остао је слободан, углавном код куће у Нортбороу, пет месеци након тога, али је Пети на крају позвала лекаре.
Између Божића и Нове године, 1841, Клер је смештена у болницу за метално оболеле. По доласку у азил, лекар у пратњи, Фенвик Скримшир, који га је лечио од 1820, је попунио папире за пријем. Упитан: „Да ли је лудилу претходила нека тешка или дуготрајна ментална емоција или напор?“ Скримшир је навео: „После година песничке прозе.
Његово издржавање у азилу платио је гроф Фицвилијам, „али по уобичајеној тарифи за сиромашне људе“. Ту је остао до краја живота под негом Томаса Октавија Прицхарда, који га је охрабривао и помагао да пише. Овде је написао вероватно своју најпознатију песму I Am. У овој каснијој поезији Клер је „развила веома карактеристичан песнички глас, непогрешив интензитет и живост, какве су поседовале касније слике Ван Гога“.
Џон Клер је умро од можданог удара 20. маја 1864. у својој 71. години. Његови посмртни остаци су враћени у Хелпстон ради сахране у црквеном дворишту Светог Ботолфа, где је изразио жељу да буде сахрањен.

## Дела
- - Autumn[18]
  - First Love
  - Nightwind[19]
  - Snow Storm.
  - The Firetail.
  - The Badger – Date unknown
  - The Lament of Swordy Well
  - Sunday Dip.

### Збирке поезије
- - Poems Descriptive of Rural Life and Scenery. London, 1820
  - The Village Minstrel, and Other Poems. London, 1821
  - The Shepherd's Calendar with Village Stories and Other Poems. London, 1827
  - The Rural Muse. London, 1835
  - Sonnet. London 1841
  - Poems by John Clare. Arthur Symons (Ed.) London, 1908[20]
  - The Poems of John Clare - In two volumes. London, 1935[21]
  - Selected Poems London, 1997[22]

## Дела о Клеру
Хронолошким редом:
- Frederick Martin, The Life of John Clare, 1865
- J. L. Cherry, Life and Remains of John Clare, 1873
- Heath, Richard (1893). „John Clare”. The English Peasant. London: T. Fisher Unwin. стр. 292—319.
- Norman Gale, Clare's Poems, 1901
- June Wilson, Green Shadows: The Life of John Clare, 1951
- John Barrell, The Idea of Landscape and the Sense of Place, 1730-1840:  An Approach to the Poetry of John Clare, Cambridge University Press, 1972
- Edward Bond, The Fool, 1975
- Greg Crossan, A Relish for Eternity: The Process of Divinization in the Poetry of John Clare, (1976)  978-0773406162
- H. O. Dendurent, John Clare: A Reference Guide, Boston: G. K. Hall, 1978
- Storey, Edward (1982). A Right to Song: The Life of John Clare. London: Methuen. ISBN 0-413-39940-0.
- Timothy Brownlow, John Clare and Picturesque Landscape, 1983
- MacKenna, John (1993). Clare: a novel. Belfast: The Blackstaff Press. ISBN 0-85640-467-5. (fictional biography)
- Hugh Haughton, Adam Phillips and Geoffrey Summerfield, John Clare in Context, Cambridge University Press, (1994)  0-521-44547-7
- Kövesi, Simon (2017). John Clare: Nature, Criticism and History. London: Palgrave. ISBN 978-0-230-27787-8.
- Alan Moore, Voice of the Fire (Chapter 10 only), UK: Victor Gollancz
- John Goodridge and Simon Kovesi (eds), John Clare: New Approaches, John Clare Society, 2000
- Jonathan Bate, John Clare, London: Picador, 2003
- Alan B. Vardy, John Clare, Politics and Poetry, London: Palgrave MacMillan, 2003
- Iain Sinclair, Edge of The Orison: In the Traces of John Clare's "Journey Out of Essex", Hamish Hamilton, 2005
- MacKay, John (2006). Inscription and Modernity: From Wordsworth to Mandelstam. Bloomington: Indiana University Press. ISBN 0-253-34749-1.
- David Powell, First Publications of John Clare's Poems, John Clare Society of North America, 2009[23]
- Carry Akroyd, "Natures Powers & Spells": Landscape Change, John Clare and Me, Langford Press, (2009)  978-1-904078-35-7
- Judith Allnatt, The Poet's Wife, Doubleday, 2010 (fiction),  0-385-61332-6
- Adam Foulds, The Quickening Maze, Jonathan Cape, 2009
- D. C. Moore, Town (Play)[24]
- Sarah Houghton-Walker, John Clare's Religion, Routledge, (2016)  978-0-754665-14-4[25]
- Adam White, John Clare's Romanticism, London: Palgrave Macmillan, 2017